# Carmen Baroja
Carmen Baroja y Nessi (Pamplona, 10 de diciembre de 1883-Madrid, 4 de junio de 1950), también conocida por su seudónimo Vera de Alzate, fue una intelectual, escritora y etnóloga española. Fue multidisciplinar y emprendedora, siendo una de las fundadoras del Lyceum Club Femenino y promotora del teatro de cámara El mirlo blanco.
Pertenece a una saga familiar de destacada intelectualidad: sus dos hermanos Pío y Ricardo Baroja fueron escritores —y éste, sobre todo, pintor, como su cuñada Carmen Monné—, su hijo Julio Caro Baroja fue antropólogo y su hijo Pío Caro Baroja fue director de cine y escritor. Al ser los hermanos escritores reoconocidos, Carmen Baroja quedó opacada por ambos hombres durante su vida y no fue reconocida hasta pasar su muerte. 

## Biografía
Hija de Serafín Baroja, un ingeniero de minas, tras residir en Pamplona, Valencia, Burjasot, Cestona y San Sebastián, se trasladó a vivir con su familia a Madrid. Se dedicó a la orfebrería, la etnografía y el folclore. Escribió artículos sobre estas materias (muchos de ellos bajo el seudónimo de "Vera de Alzate"), catálogos y varios libros. Antes de casarse con el editor Rafael Caro Raggio, viajó a París con Ricardo y, durante su estancia, disfrutaron de la vida cultural parisina, especialmente de los museos. Allí comenzó su interés por la orfebrería, contando con el apoyo familiar en esta dedicación, pues compartió el taller con su hermano Ricardo Baroja, intercambiando con él las técnicas de trabajo sobre la orfebrería. En 1908 participó en la Exposición Nacional de Bellas Artes celebrada en Madrid, en la sección de Artes decorativas, donde obtuvo su primera medalla por un modelo de caja de caudales.
Participó activamente en la fundación del Lyceum Club Femenino, presidido por María de Maeztu, al que acudían, entre otras, Zenobia Camprubí, Elena Fortún, Concha Méndez, María Teresa León, Clara Campoamor y Victoria Kent, en el que intelectuales, médicos o artistas pronunciaban conferencias. Ella era la encargada de la Sección Artística. Sin embargo, lo abandonó cuando se "politizó".
En 1926 se puso en marcha el teatro de cámara El Mirlo Blanco en el salón de su hermano Ricardo y Carmen Monné, en cuya casa se reunían un grupo de amigos. En las representaciones actuaron los amigos y miembros de la familia. En este proyecto participaron Valle Inclán, Azorín, Manuel Azaña y Cipriano Rivas Cherif. Sus amigas Isabel Oyarzábal y Magda Donato estrenaron allí su personal adaptación de la obra de Federico García Lorca Amor de don Perlimplín con Belisa en su jardín realizada para el teatro de cámara. Ella escribió La mère Michel, una farsa de base folclórica estrenada el 19 de junio de 1926. El texto se ha perdido.
En 1933 escribió El encaje en España. El Gobierno de la República, por medio del Ministerio de Instrucción Pública, la designó miembro del Comité Ejecutivo del Patronato del Museo del Prado. También fue funcionaria del Museo del Pueblo Español.
La guerra civil separó al matrimonio durante toda la contienda y la familia se refugió en su residencia familiar de "Itzea", ubicada en Vera de Bidasoa, como relata en sus Recuerdos de una mujer de la generación del 98, cuyo horror desarrolla en el capítulo dedicado a "Los tres años de guerra en Itzea". Caro Raggio se quedó en Madrid al cuidado de la imprenta, pero lo perdió todo y tuvo que volver a su antiguo empleo en Correos para sobrevivir; murió en 1943. Al finalizar la guerra, Carmen regresó a Madrid y recuperó sus antiguos trabajos en el Museo del Pueblo Español y como profesora de encaje en la Escuela de Artes y Oficios  Además de ser colaboradora asidua del diario La Nación, de Buenos Aires, publicó el primer número de una colección del Museo del Pueblo Español en 1945.  También realizó adaptaciones cinematográficas basadas en las obras de su hermano Pío, como Las noches del Buen Retiro.
Entre 1943 y 1946 escribió sus memorias Recuerdos de una mujer de la generación del 98 que no fueron editadas hasta 1998 a cargo de Amparo Hurtado Díaz, donde aparecen varios integrantes de la generación del 98 y otros personajes de la cultura y el arte; una galería de "hombres notables" que no salen en general muy bien librados: «Eran —escribe— señoritos de Madrid, de clase más bien acomodada, llenos de ideas sociales o burguesas que, a pesar de su indudable talento, no pudieron desechar ni tampoco creo que jamás lo intentaran; más bien, al contrario, acaso las fomentaron». A José Ortega y Gasset lo describe como "el colmo de la cursilería" y a Gregorio Marañón, como a un excelente médico estropeado por sus veleidades aristocráticas y su excesivo amor a la sociedad elegante. Y concluye: «No he comprendido nunca por qué la gente tiene ese afán de conocer personalmente a escritores y a artistas. Creo que la mayoría de las veces lo único interesante son las obras que dejan».
Otras mujeres escritoras contemporáneas fueron Carmen de Burgos, Consuelo Álvarez Pool (Violeta), Regina de Lamo, Blanca de los Ríos y Belén de Sárraga.
Algunos de sus versos fueron publicados en el libro Tres Barojas. Poemas (Pamplona, Pamiela, 1995). Fue autora también de cuentos infantiles como el titulado Martinito el de la casa grande (1942; reeditado en Madrid, Castalia, 1999). Entre sus libros etnográficos además de El encaje en España (Barcelona: Lábor, 1933) escribió Joyas populares y amuletos (1949), que quedó inédito.
Murió en Madrid tras una larga enfermedad el 4 de junio de 1950.

## Reconocimientos
- En Pamplona una calle lleva su nombre.[15] [16]

## Obras
- El encaje en España (Barcelona: Labor, 1933).
- Martinito el de la casa grande (1942).
- Joyas populares y amuletos (1949).
- Tres Barojas. Poemas (Pamplona: Pamiela, 1995).
- Recuerdos de una mujer de la generación del 98 (Barcelona: Tusquets, 1998).